# Soliman, Tunisien
Soliman eller Slimane (på arabiska سليمان) är en kustnära stad i Tunisien, belägen i guvernöratet Nabeul sydväst om Kap Bon cirka tre kilometer från Tunisbukten och 20 kilometer ost-sydost om Tunis.